# Detroit Tigers
Die Detroit Tigers sind ein Major-League-Baseball-Team der American League. Der Verein trägt seine Heimspiele seit 2000 im Comerica Park in Detroit, Michigan aus.

## Geschichte
Als Gründungsmitglied der American League nahmen die Detroit Tigers 1901 den Spielbetrieb auf. Das Jahr 1905 war ein erster Höhepunkt in ihrer Geschichte. Am 30. August 1905 bestritt Ty Cobb sein erstes Spiel für Detroit. Bis 1928 blieb er dem Team treu und brach etliche Rekorde der Major League. Von 1907 bis 1909 gewannen die Tigers unter ihrem Manager Hughie Jennings drei Meistertitel der American League in Folge, unterlagen aber in den ersten beiden Jahren den Chicago Cubs, 1909 den Pittsburgh Pirates in der World Series. Eine hervorragende Bilanz wiesen die Tigers dann noch 1915 auf, aber trotz 100 Siegen reichte es nur zum 2. Platz in der American League hinter den Boston Red Sox.

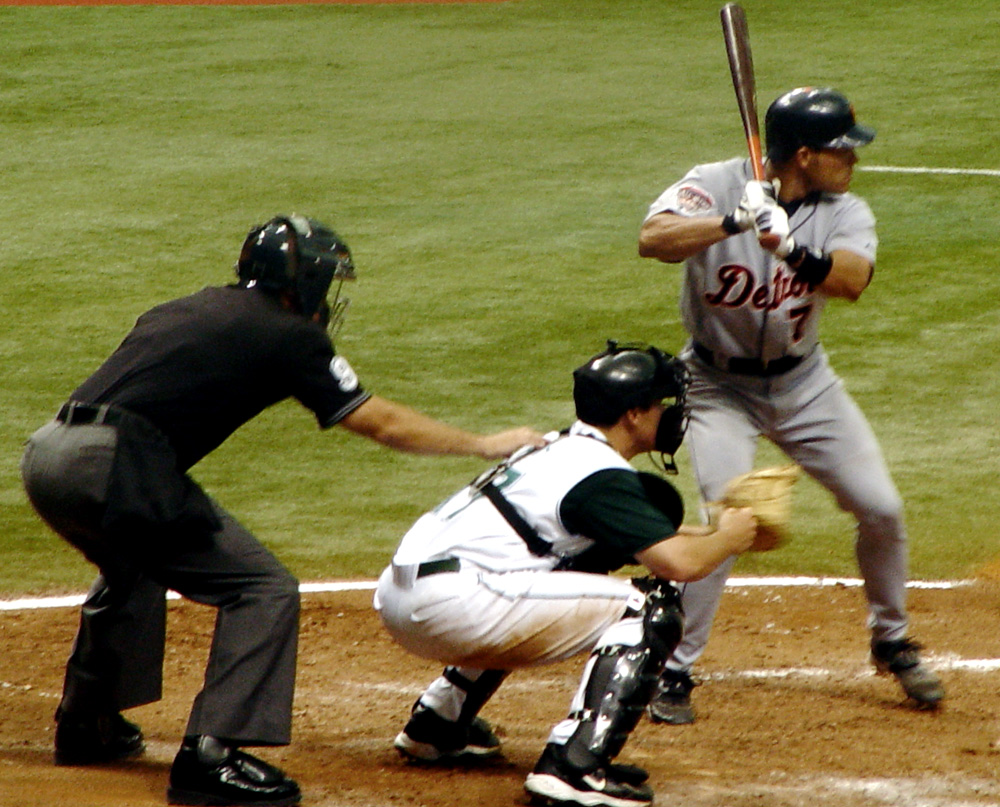
Iván Rodríguez von den Detroit Tigers am Schlag

Bis 1934 zeigten die Detroit Tigers nur mittelmäßige Leistungen und konnten nicht an die Erfolge zu Beginn des Jahrhunderts anknüpfen. Erst mit der Verpflichtung von Mickey Cochrane von den Philadelphia Athletics änderte sich dieses. Unter Cochrane, der als Catcher und Manager tätig war, erreichten die Tigers zweimal die World Series. Gegen die St. Louis Cardinals unterlag man in sieben Spielen, aber gegen die Chicago Cubs sollte es 1935 zum ersten World-Series-Gewinn reichen. In sechs Spielen behielten die Tigers die Oberhand. Unter Del Baker als Manager konnten 1940 erneut die Endspiele erreicht werden, die allerdings gegen die Cincinnati Reds in sieben Spielen verloren wurden.
Ein Kuriosum war dann die Saison 1945. Da die Washington Senators ihr Stadion für Footballspiele zur Verfügung stellten, hatten sie ihren Spielplan so aufgestellt, dass ihre Saison bereits eine Woche früher zu Ende war als die der anderen Teams. So mussten sie in dieser Woche kampflos zusehen, wie die Tigers noch an ihnen in der Tabelle vorbeizogen und den American-League-Titel gewinnen konnten. Durch diese Ereignisse beflügelt besiegten die Tigers unter Leitung ihres Managers Steve O’Neill die Cubs in der World Series mit 4:3.
Viele Talente spielten dann in den nächsten 20 Jahren bei den Tigers (u. a. Al Kaline), aber sportliche Erfolge konnten keine verzeichnet werden. Erst 1968 sollte sich dies wieder ändern. Mayo Smith war der Manager des Teams, das in Denny McLain seinen überragenden Pitcher hatte. Mit 31 Siegen war er der erste Pitcher seit Lefty Grove 1934, der die Marke von 30 Siegen überbieten konnte. Bis zum heutigen Tag wurde dies nicht mehr erreicht. In der World Series bezwang man die St. Louis Cardinals mit 4:3.
Nach Einführung der Divisionen im Baseball 1969 erreichten die Tigers 1972 erstmals wieder die Playoffs unter Manager Billy Martin, unterlagen aber den Oakland Athletics mit 2:3. Sparky Anderson übernahm als Manager 1979 die Regie bei den Tigers für die nächsten 16 Jahre. Zwei American-League-Meisterschaften und ein World-Series-Titel konnten in dieser Zeit gefeiert werden. 1984 wurden nach dem Sieg über die Kansas City Royals die San Diego Padres in nur fünf Spielen in der World Series bezwungen. Der Shortstop der Tigers, Alan Trammell, wurde zum MVP der World Series gewählt. 1987 erreichten die Tigers letztmals das American-League-Finale, unterlagen da aber den Minnesota Twins. In der Folge waren die Detroit Tigers nur noch im Mittelfeld der American League zu finden. 2006 schafften es die Tigers wieder bis in die World Series, verloren aber mit 1:4 gegen die St. Louis Cardinals.

## 2012

### Regular Season
Zur Mitte der Saison hatten die Tigers noch eine negative Spielbilanz (39:42). In der zweiten Saisonhälfte spielten sie viel besser und lieferten sich einen erbitterten Zweikampf mit den Chicago White Sox um die Tabellenspitze. Am 1. Oktober, drei Spieltag vor Ende der Saison, sicherten sich die Tigers mit einem 6:3-Sieg über die Kansas City Royals den Gewinn der AL Central Division. Dies war die erste Titelverteidigung der Tigers in der Central Division und die erste aufeinanderfolgende Teilnahme an der Postseason nach 1934 und 1935. Die Tigers beendeten die Saison mit einer Bilanz von 88:74.
Am letzten Spieltag bekam Miguel Cabrera die AL Triple Crown, weil er die drei wichtigsten Statistiken anführte. Cabrera hatte einen Batting Average von 0,330, 44 Homeruns und 139 RBIs. Seit Carl Yastrzemski 1967 konnte diese Auszeichnung in der American League nicht mehr vergeben werden.

### Postseason
Im 5. Spiel der AL Division Series gegen die Oakland Athletics erzielte Justin Verlander beim 6:0 11 Strike-Outs und gestattete nur 4 Hits. Mit diesem Sieg gewannen die Tiger zum zweiten Mal hintereinander den AL Division Titel.
In Spiel 1 der ALCS wurden die Tigers das erste Team, welches in einem Postseason-Spiel eine 4-Punkte-Führung oder mehr im 9. Inning verspielte und dennoch gewann. Sie punkteten noch zweimal im 12. Inning und gewannen 6:4 bei den New York Yankees. Mit 4 Siegen in 4 Spielen der AL Championship Series konnten die New York Yankees „gesweept“, damit der 11. AL Champion Titel gewonnen und der Einzug in die World Series gesichert werden.
Die ersten drei World Series Spiele gingen gegen die San Francisco Giants verloren. Da die Tigers auch Spiel 4 mit 3:4 nach 10 Innings verloren, war der erste Sweep seit 2007 in der World Series perfekt.

### Platzierungen der letzten Jahre
| American League Central 2008–2015 |            |            |            |            |            |            |
| Jahr                              | 1.         | 2.         | 3.         | 4.         | 5.         | Postseason |
| 2008                              | CWS (14.5) | MIN (13.5) | CLE (7.0)  | KC (1.0)   | 74–88      | ––         |
| 2009                              | MIN (1.0)  | 86–77      | CWS (6.5)  | CLE (20.5) | KC (20.5)  | ––         |
| 2010                              | MIN (13.0) | CWS (7.0)  | 81 – 81    | CLE (12.0) | KC (14.0)  | ––         |
| 2011                              | 95 – 67    | CLE (15.0) | CWS (16.0) | KC (24.0)  | MIN (32.0) | ALCS       |
| 2012                              | 88 – 74    | CWS (3.0)  | KC (16.0)  | CLE (20.0) | MIN (22.0) | AL         |
| 2013                              | 93 – 69    | CLE (1.0)  | KC (7.0)   | MIN (27.0) | CWS (30.0) | ALCS       |
| 2014                              | 90 – 72    | KC (1.0)   | CLE (5.0)  | CWS (17.0) | MIN (20.0) | ALDS       |
| 2015                              | KC (21.0)  | MIN (9.0)  | CLE (7.0)  | CWS (2.0)  | 73 – 87    | ––         |
| 2016                              | CLE (8.0)  | 86 – 75    | KC (5.5)   | CWS (8.5)  | MIN (27.5) | ––         |

 Die farbig unterlegten Zellen beschreiben das eigene Abschneiden in der AL Central, die Zahlen in Klammern die Abstände zu den anderen Teams am Ende der Saison.

WC = Wild Card, ALDS = AL Division Series erreicht, ALCS = AL Championship Series erreicht, AL = AL Pennant (World Series verloren), WSC = World Series Champion

## Nicht mehr vergebene Nummern
- Ty Cobb[1]
- 1 Lou Whitaker
- 2 Charlie Gehringer
- 3 Alan Trammell
- 5 Hank Greenberg
- 6 Al Kaline
- 10 Jim Leyland
- 11 Sparky Anderson
- 16 Hal Newhouser
- 23 Willie Horton
- 42 Jackie Robinson[2]
- 47 Jack Morris

## Minor-League-Teams der Tigers
Zu dem Franchise der Tigers gehören folgende Minor-League-Teams:
- AAA: Toledo Mud Hens, Toledo, Ohio
- AA: Erie SeaWolves, Erie, Pennsylvania
- Advanced A: Lakeland Tigers, Lakeland, Florida
- A: West Michigan Whitecaps, Comstock Park, Michigan
- Short A: Norwich Sea Unicorns, Norwich, Connecticut
- Rookie: Gulf Coast Tigers, Lakeland, Florida
- Rookie: Dominican Tigers, Dominikanische Republik

## Eigentümer
- 1983–1992 Tom Monaghan
- 1992–heute Mike Ilitch